# Kaizen
Kaizen — альтернативная рок-группа из Москвы, сочетающая сценическую разнузданность с японской философией вечного самосовершенствования «кайдзен» в жизни, а тяжёлые риффы — с лёгкостью мелодики и речитативом в музыке.

## История

### 2010
Группа образовалась в марте 2010 года. В начале сентября состоялись съёмки клипа на песню «Я люблю с тобой молчать», над записью которой работал звукорежиссер Павло Шевчук, ранее сотрудничавший с Мумий Троллем, Flёur и др. В клипе снялась молодая актриса Ирина Вилкова. Мужскую роль исполнил VJ Chuck, бывший ведущий канала A-ONE, виджей MTV Россия.
Режиссёром ролика стал Глеб Середа, получивший Гран-при на конкурсе короткометражных фильмов Открытого фестиваля кино стран СНГ, Латвии, Литвы и Эстонии «Киношок», а также победивший в категории «профессионалы» в интерактивном фестивале клипов ClipMakeHackDay в Москве.
Позже для Сети режиссёром Андреем Тельминовым был снят ролик с элементами анимации на песню Web-Dr’ocher, где группа изображала уличные «разборки» в противовес виртуальным.

17 сентября на сцене клуба «Точка» Kaizen собственноручно организовали Первый ежегодный фестиваль альтернативной музыки Altrogativa, в рамках которого выступили вместе с командами Jane Air, Salvador, Tracktor Bowling и «Фея Драже». Специально для фестиваля Kaizen написали и исполнили гимн «Альтрогатива». Концерт сопровождало эротическое шоу от Елены Берковой и Карины Барби.
3 октября группа отыграла сорокаминутный сет на сцене СК «Олимпийский» перед выступлением легендарных американских альтернативщиков Limp Bizkit. Отбор проходил в несколько этапов, на последнем из которых лично вокалист LB Фред Дёрст выбрал Kaizen и их песню «Шаг за край» из более чем десятка претендентов.
13 ноября в клубе «Plan B» прошла презентация сингла «Саломея», в который вошли композиции с будущего альбома: «Шаг за край», «Саломея» и «Я люблю с тобой молчать». Запись песен проходила на студии Vintage Recording Studio, с которой сотрудничали Мумий Тролль, Браво, Земфира, Сергей Мазаев, Вячеслав Бутусов и др. Сингл выпущен в формате USB-флэшки и кроме песен содержит клип «Я люблю с тобой молчать», фотографии и видеообращение от группы. Специальными гостями презентации стали любимая группа Константина Кинчева Dайте2 и самый скандальный и эпатажный фрик России — Гоген Солнцев, спевший по такому случаю с Kaizen дуэтом.
Kaizen — артист месяца (октябрь) по версии Muzdepo.

### 2011
В феврале 2011 Kaizen провели тур протяжённостью 2000 км по городам России, куда вошли Нижний Новгород, Самара, Пенза, Тольятти и другие.
В мае группа провела тур по городам Урала, куда вошли Екатеринбург, Уфа, Ижевск и др. 

В ноябре 2011 Kaizen выпустили дебютный альбом «Любим делать красиво!», названный так по одной из песен и состоящий из 12 композиций. Диск был записан летом 2011 года на студии Vintage Recording Studio, с которой сотрудничали «Мумий Тролль», «Браво», Земфира, Сергей Мазаев, Вячеслав Бутусов и др. Запись и сведение пластинки были поручены Дмитрию Куликову, ранее работавшему с John Forte (The Fugees), Земфирой, группами «Ума Турман», «Моральный Кодекс», «Ночные Снайперы» и т. п. Мастеринг альбома был сделан Борисом Истоминым, который как звукорежиссер и студийный инженер сотрудничал с «Аквариумом», «Сегодняночью», Андреем Князевым и т. д.

Так быстро, но вместе с тем и эффективно, я не работал никогда. И то, что в такие краткие сроки нам удалось создать качественный продукт европейского уровня во многом заслуга ребят из Kaizen, которые лично участвовали во всех стадиях процесса записи и сведения, а также заранее четко понимали, чего именно хотят добиться. Это качества довольно редкие для наших музыкантов
— Дмитрий Куликов, 2011 год

К выходу альбома был снят 20-ти секундный проморолик, суть которого — рождение красоты из хаоса — была воплощена в сюжете, где из-под слоев краски появляется прекрасная рок-дива с распускающимся цветком во рту. Последний кадр видео закономерно был выбран обложкой пластинки. Режиссёром видео стал Глеб Середа.

Идея обложки альбома и ролика нам сразу очень понравилась. Этот сюжет сравним с созданием музыки, когда из тысяч возможных вариаций нот тебе в голову приходит один цельный образ, — так из хаоса является гармония!
— Вадим Яковенко, 2011 год
Релиз диска состоялся на рекорд-лейблах «Союз» и «КапКан». Презентация состоялась в клубе «Б2». Здесь группу наградили премией Час-Пик организаторы одноименного фестиваля. Kaizen передали средства в благотворительный фонд «Подари жизнь» через Час-Пик, приняли участие в к/ф «Плетка», снятого также организаторами фестиваля
Позже группа становится эндорсером компаний Evans и D'Addario.
Kaizen является одним из победителей фестиваля Snickers Урбания 2011.

### 2012
В начале года вышел клип «По слогам», в котором кроме самих музыкантов снялись и их поклонники. Режиссёр — Андрей Тельминов. Группа провела традиционный Весенний тур по городам России и посетила несколько летних фестивалей. В группе появился новый ударник Евгений Тарцус («Вельвет»), но долго в коллективе не задержался.
Своими силами был снят клип «Все мы гоним»
Kaizen становятся эндорсерами Fender
Идёт работа над вторым студийным альбомом.

## 2013
Группа распадается из-за внутренних разногласий между участниками.

## Стиль
Изначально музыканты определяли свой стиль как playbeat-metal, который был назван так по изобретённому и запатентованному группой инструменту — playbeat-гитаре. Конструкция гитары, изготовленной компанией Shamray Guitars, позволяет исполнять бит-партии как вместе с живыми ударными, так и замещая их.

После ухода плейбит-гитариста группа и пресса определили стиль как агрессив-поп.

Вокалист и автор текстов Krotov до определенного момента не встречался с журналистами, не давал интервью, а с остальными участниками виделся исключительно на репетициях и выступлениях. Название Kaizen (произносится как «ка́йзен») было выбрано загадочным фронтменом и восходит к «кайдзен».

Я живу по правилу «не проповедуй, пока сам не стал светом» и «не проповедуй истину, пока истина не овладеет тобой», — передаёт менеджмент группы комментарий Krotov’a. — Моя цель сейчас — совершенствовать нашу музыку и отношение к жизни, исходя из принципов кайдзен, и пока я не считаю, что могу говорить обо всем этом публично.
— Krotov, 2010 год
Безмолвие Krotov’а, который занимался исключительно совершенствованием музыки Kaizen, длилось практически год. Позже он нарушил своё молчание и появился в одной из передач музыкального телевидения.

Всему своё время. Время разбрасывать камни, и время собирать камни; время молчать, и время говорить. Ничто не стоит на месте, и я понял, что настал момент, когда мне есть, чем поделиться с окружающими
— Krotov, 2011 год

## Состав

### Последний состав
- Алексей «Krotov» Кротов — вокал, стихи (2010—2013)
- Вадим Яковенко — гитара, музыка (2010—2013)
- Евгений Тимошин — бас-гитара (2010—2013)

### Бывшие участники
- Дмитрий Кузнецов — барабаны
- Артём Пыльнов — барабаны
- K.O.B — playbeat-гитара
- Евгений Бордан — барабаны
- Анатолий Котов — бас
- Евгений Тарцус — барабаны (2012)

## Дискография

### Альбомы
- Любим делать красиво (2011)

### Синглы
- Саломея (2010)
- В темноте (2011)
- Прыгай и танцевай (2011)
- Человек-слово (2012)
- 2017 (2012)

## Клипы
- Я люблю с тобой молчать
- Web-Dr’ocher
- Любим делать красиво! (live)
- Шум Inc.
- Я — оппозиция (неофициальное видео)
- По слогам
- Все мы гоним

## Упоминания в СМИ
Интервью
- Интервью для журнала Rockcor № 6 «Rockcor»
- Интервью для журнала Darkcity № 58 «Darkcity»
- Интервью для журнала RockOracle № 1, 2012 (недоступная ссылка) Rock Oracle

Рецензии
- Рецензия на альбом «Любим делать красиво» в журнале Dark City № 67, 2012 год
- Рецензия на «Любим делать красиво!» Архивная копия от 29 мая 2014 на Wayback Machine «Апельсин»
- В России дебютирует рок-фестиваль Altrogativa Архивная копия от 8 августа 2014 на Wayback Machine Российская газета
- Отчет о саратовских приключениях Kaizen в программе «Саратов Life» (недоступная ссылка) Телеканал «Россия»
- Премьера нового клипа Kaizen «По слогам» Архивная копия от 20 сентября 2012 на Wayback Machine Русское Радио
- Kaizen на радио Маяк (недоступная ссылка) Радио Маяк
- Krotov в гостях программы «Неформатный чарт» Радио «Комсомольская Правда»
- Презентация дебютного альбома (недоступная ссылка) О2ТВ
- Kaizen на Хит-Экспресс НТВ
- Kaizen в программе «Калейдоскоп» Радио Запад
- Группа Kaizen в гостях у Геннадия Малахова 8 канал
- «Песни сочиняем прямо на сцене» Архивная копия от 13 октября 2016 на Wayback Machine «Фокус города»
- «Практика совершенствования альтернативы» Архивная копия от 27 декабря 2012 на Wayback Machine «Бумеранг»
- «Kaizen: нам хватит бочки пива, ведра черной икры и сухариков» Архивная копия от 25 июня 2012 на Wayback Machine «Вечерний Гродно»
- Философия жизни Kaizen: «Любим делать красиво» Портал Mol-express
- Онлайн-конференция альтернативной группы из Москвы Kaizen Архивная копия от 16 октября 2012 на Wayback Machine